# 1962-es Formula–1 amerikai nagydíj
Az 1962-es Formula–1-es világbajnokság nyolcadik futama az amerikai nagydíj volt.

## Futam
Mivel nem maradt a világbajnoki címre esélyes versenyzője, a Ferrari már nem küldte el az Egyesült Államokba autóit. Brabham Watkins Glenben visszatért a mezőnybe a továbbfejlesztett BT3-assal, de részt vett a nagydíjon számos helyi versenyző is. Clarké lett a legjobb idő az edzésen Ginther, Hill, Gurney és Brabham előtt.
Clark a rajtnál megtartotta a vezetést Hill és Ginther előtt, míg Brabham negyediknek jött fel. Gurney Brabham után Ginthert is megelőzte, így harmadiknak jött fel. A 12. körben Hill az élre állt, de Clark a 19. körben visszaszerezte az elsőséget. Mögöttük Gurney és Ginther harcolt egymással a 35. körig, amikor Ginther motorhiba miatt kiesett. Gurney mögé ezután megérkezett McLaren, az amerikai az 57. körben a Cooper mögé esett vissza, majd az utolsó körökben Brabham is megelőzte Gurneyt. Clark győzelmének köszönhetően életben tartotta világbajnoki esélyét. A Lotusos (pontegyenlőséggel) akkor szerezhette volna meg a bajnoki címet, ha megnyeri az utolsó futamot.
| Helyezés | #  | Versenyző               | Csapat/Motor   | Futott körök | Idő/Kiesés oka             | Rajthely | Pontszám |
| -------- | -- | ----------------------- | -------------- | ------------ | -------------------------- | -------- | -------- |
| 1        | 8  | Jim Clark               | Lotus-Climax   | 100          | 2:07:13,0                  | 1        | 9        |
| 2        | 4  | Graham Hill             | BRM            | 100          | + 9,2                      | 3        | 6        |
| 3        | 21 | Bruce McLaren           | Cooper-Climax  | 99           | + 1 kör                    | 6        | 4        |
| 4        | 17 | Jack Brabham            | Brabham-Climax | 99           | + 1 kör                    | 5        | 3        |
| 5        | 10 | Dan Gurney              | Porsche        | 99           | + 1 kör                    | 4        | 2        |
| 6        | 16 | Masten Gregory          | Lotus-BRM      | 99           | + 1 kör                    | 7        | 1        |
| 7        | 22 | Tony Maggs              | Cooper-Climax  | 97           | + 3 kör                    | 10       |          |
| 8        | 15 | Innes Ireland           | Lotus-Climax   | 96           | + 4 kör                    | 16       |          |
| 9        | 14 | Roger Penske            | Lotus-Climax   | 96           | + 4 kör                    | 13       |          |
| 10       | 26 | Rob Schroeder           | Lotus-Climax   | 93           | + 7 kör                    | 17       |          |
| 11       | 24 | Hap Sharp               | Cooper-Climax  | 91           | + 9 kör                    | 15       |          |
| 12       | 9  | Trevor Taylor           | Lotus-Climax   | 85           | + 15 kör                   | 8        |          |
| 13       | 11 | Jo Bonnier              | Porsche        | 79           | + 21 kör                   | 9        |          |
| Kiesett  | 5  | Richie Ginther          | BRM            | 35           | Motorhiba                  | 2        |          |
| Kiesett  | 6  | Maurice Trintignant     | Lotus-Climax   | 32           | Fékek                      | 19       |          |
| Kiesett  | 23 | Timmy Mayer             | Cooper-Climax  | 31           | Gyújtás                    | 12       |          |
| Kiesett  | 18 | John Surtees            | Lola-Climax    | 19           | Motorhiba                  | 20       |          |
| Kiesett  | 12 | Carel Godin de Beaufort | Porsche        | 9            | Baleset                    | 14       |          |
| NI       | 19 | Roy Salvadori           | Lola-Climax    |              | Az autót Surtees vezette   |          |          |
| NI       | 25 | Jim Hall                | Lotus-Climax   |              | Motorhiba az edzések alatt |          |          |

### Statisztikák
Vezető helyen:
- Jim Clark: 93 (1-11 / 19-100)
- Graham Hill: 7 (12-18)

Jim Clark 3. győzelme, 5. pole-pozíciója, 5. leggyorsabb köre, 2. mesterhármasa (pp, lk, gy)
- Lotus 8. győzelme.